# فوئرته‌ونتورا

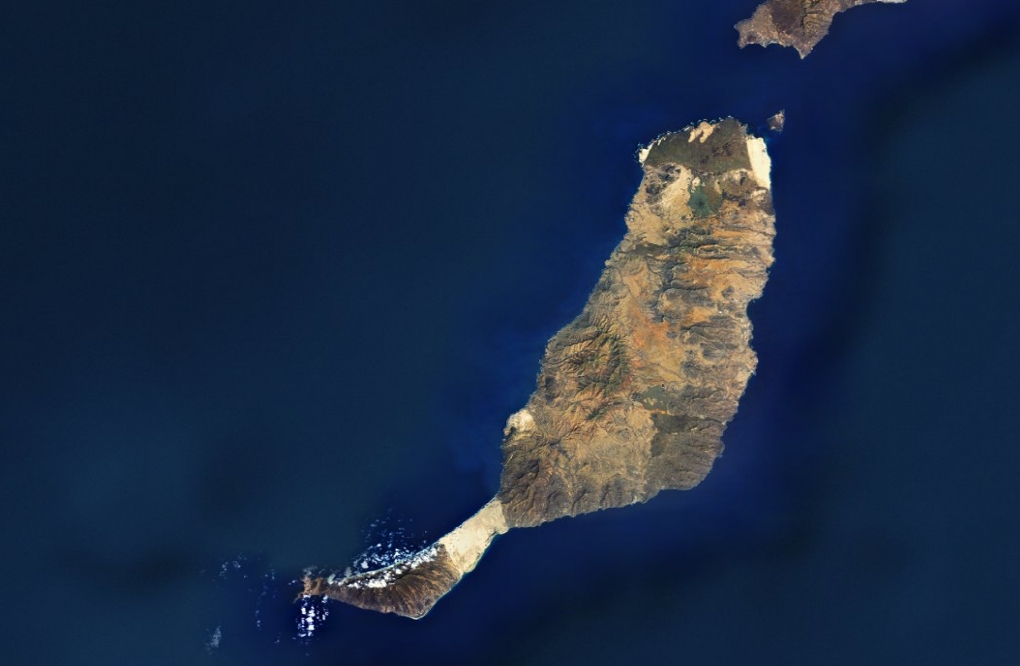
نمایی گرفته‌شده توسط ماهواره از جزیره فوئرته‌ونتورا.

فوئرته‌ونتورا (به اسپانیایی: Fuerteventura) جزیره‌ای آتشفشانی در اقیانوس اطلس از مجمع‌الجزایر قناری است که جزو قلمرو اسپانیا محسوب می‌شود. این جزیره پس از جزیره تنریف، بزرگ‌ترین جزیره از مجمع‌الجزایر قناری است. سازمان یونسکو از سال ۲۰۰۹ میلادی، این جزیره را به عنوان ذخیره‌گاه زیست‌کره نامیده‌است. این جزیره دارای فرودگاهی بین‌الملی است.